# Gonomyia tahitiensis
Gonomyia tahitiensis là một loài ruồi trong họ Limoniidae. Chúng phân bố ở miền Australasia.